# フィギュアスケート選手一覧
フィギュアスケート選手一覧（フィギュアスケートせんしゅいちらん）は、フィギュアスケートの選手、および元選手、コーチ等の一覧。
| 目次 | 目次 | 目次 | 目次 | 目次 | 目次 | 目次 | 目次 | 目次 | 目次 | 目次 |
| ---- | ---- | ---- | ---- | ---- | ---- | ---- | ---- | ---- | ---- | ---- |
| わ   | ら   | や   | ま   | は   |      | な   | た   | さ   | か   | あ   |
|      | り   |      | み   | ひ   |      | に   | ち   | し   | き   | い   |
| を   | る   | ゆ   | む   | ふ   |      | ぬ   | つ   | す   | く   | う   |
|      | れ   |      | め   | へ   |      | ね   | て   | せ   | け   | え   |
| ん   | ろ   | よ   | も   | ほ   |      | の   | と   | そ   | こ   | お   |

## 各国の選手一覧

### あ行
- Category:アイルランドのフィギュアスケート選手
- Category:アゼルバイジャンのフィギュアスケート選手
- Category:アメリカ合衆国のフィギュアスケート選手
- Category:アルゼンチンのフィギュアスケート選手
- Category:アルメニアのフィギュアスケート選手
- Category:アンドラのフィギュアスケート選手
- Category:イギリスのフィギュアスケート選手
- Category:イスラエルのフィギュアスケート選手
- Category:イタリアのフィギュアスケート選手
- Category:インドのフィギュアスケート選手
- Category:ウクライナのフィギュアスケート選手
- Category:ウズベキスタンのフィギュアスケート選手
- Category:エストニアのフィギュアスケート選手
- Category:オーストラリアのフィギュアスケート選手
- Category:オーストリアのフィギュアスケート選手
- Category:オランダのフィギュアスケート選手

### か行
- Category:カザフスタンのフィギュアスケート選手
- Category:カナダのフィギュアスケート選手
- Category:韓国のフィギュアスケート選手
- Category:北朝鮮のフィギュアスケート選手
- Category:ギリシャのフィギュアスケート選手
- Category:クロアチアのフィギュアスケート選手

### さ行
- Category:ジョージアのフィギュアスケート選手
- Category:シンガポールのフィギュアスケート選手
- Category:スイスのフィギュアスケート選手
- Category:スウェーデンのフィギュアスケート選手
- Category:スペインのフィギュアスケート選手
- Category:スロバキアのフィギュアスケート選手
- Category:スロベニアのフィギュアスケート選手
- Category:セルビアのフィギュアスケート選手
- Category:セルビア・モンテネグロのフィギュアスケート選手
- Category:ソビエト連邦のフィギュアスケート選手

### た行
- Category:タイのフィギュアスケート選手
- Category:台湾のフィギュアスケート選手
- Category:チェコのフィギュアスケート選手
- Category:チェコスロバキアのフィギュアスケート選手
- Category:中国のフィギュアスケート選手
- Category:デンマークのフィギュアスケート選手
- Category:ドイツのフィギュアスケート選手
- Category:トルコのフィギュアスケート選手

### な行
- Category:日本のフィギュアスケート選手
- Category:ニュージーランドのフィギュアスケート選手
- Category:ノルウェーのフィギュアスケート選手

### は行
- Category:ハンガリーのフィギュアスケート選手
- Category:フィリピンのフィギュアスケート選手
- Category:フィンランドのフィギュアスケート選手
- Category:プエルトリコのフィギュアスケート選手
- Category:ブラジルのフィギュアスケート選手
- Category:フランスのフィギュアスケート選手
- Category:ブルガリアのフィギュアスケート選手
- Category:ベラルーシのフィギュアスケート選手
- Category:ベルギーのフィギュアスケート選手
- Category:ボスニア・ヘルツェゴビナのフィギュアスケート選手
- Category:ポーランドのフィギュアスケート選手
- Category:香港のフィギュアスケート選手

### ま行
- Category:マレーシアのフィギュアスケート選手
- Category:南アフリカのフィギュアスケート選手
- Category:メキシコのフィギュアスケート選手
- Category:モナコのフィギュアスケート選手
- Category:モンゴルのフィギュアスケート選手
- Category:モンテネグロのフィギュアスケート選手

### や行
- Category:ユーゴスラビアのフィギュアスケート選手

### ら行
- Category:ラトビアのフィギュアスケート選手
- Category:リトアニアのフィギュアスケート選手
- Category:ルクセンブルクのフィギュアスケート選手
- Category:ルーマニアのフィギュアスケート選手
- Category:ロシアのフィギュアスケート選手

## あ行

### あ
- ハンナ・アイゲル
- ロイド・アイスラー
- 青木祐奈
- 青谷めぐみ
- マリナ・アガニナ
- オルガ・アキモワ
- マラート・アクバロフ
- ベンジャミン・アゴスト
- グロリア・アゴリアーティ
- 浅田舞
- 浅田真央
- 浅沼まり
- 浅見琴葉
- マリナ・アニシナ
- リサ・アーバイン
- サラ・アビトボル
- アレクサンドル・アブト
- 阿部奈々美
- イリヤ・アベルブフ
- ジェレミー・アボット
- 天野真
- 荒井万里絵
- 荒川静香
- 有川梨絵
- 有坂隆祐
- ジャネット・アルウェッグ
- パトリス・アルケット
- ラファエル・アルトゥニアン
- スコット・アレン
- デイモン・アレン (フィギュアスケート選手)
- リサ＝マリー・アレン
- マックス・アーロン
- 安藤美姫
- バーバラ・アンダーヒル
- フェドール・アンドレーエフ
- ナタリア・アンネンコ

### い
- イ・キュヒョン
- イ・ジュホン
- イ・ソンビン
- イ・チョングン
- 李東勳
- 五十嵐文男
- 井口耕二
- 石川翔子
- 石川憂佳
- 石田治子
- 伊藤みどり
- 伊奈恭子
- 稲田悦子
- 井上怜奈
- 今井遥
- エレーナ・イワノワ
- キラ・イワノワ
- 岩本英嗣

### う
- 于小洋
- ティファニー・ヴァイス
- ブリタニー・ヴァイス
- テッサ・ヴァーチュ
- ジョフリー・ヴァーナー
- ポヴィラス・ヴァナガス
- ハンナ・ヴァルター
- ケビン・ヴァン・デル・ペレン
- カタリナ・ヴィット
- カティ・ウィンクラー
- クリス・ウィルツ
- クリスティン・ヴィツォレク
- ケイトリン・ウィーバー
- ショーン・ウィルツ
- ジョニー・ウィアー
- スコット・ウィリアムズ (フィギュアスケート選手)
- デビー・ウィルクス
- デヴィッド・ウィルソン (フィギュアスケート選手)
- トレイシー・ウィルソン
- ニール・ウィルソン
- ベージル・ウィリアムズ
- マシュー・ウィルキンソン
- メーガン・ウィング
- モントゴメリー・ウィルソン
- ヤニナ・ヴィルト
- パメラ・ウェイト
- ジェニファー・ウェスター
- ジーン・ウエストウッド
- 上野衣子
- テレサ・ウェルド
- イングリート・ヴェンドル
- サビーナ・ヴォイタラ
- シャーリーン・ウォン
- アリーナ・ウシャコワ
- アレクサンドル・ウスペンスキー
- ウラジミール・ウスペンスキー
- マイア・ウソワ
- ティモシー・ウッド
- 宇野昌磨
- 梅谷英生
- 梅谷友紀
- アンドレイ・ウラシェンコ
- アレクサンドル・ウラソフ (フィギュアスケート選手)
- ジュリア・ウラソフ
- アレクセイ・ウラノフ
- ニーナ・ウラノワ
- ナタリー・ウランディス
- オスカー・ウーリク
- グレゴール・ウルバス
- アレクセイ・ウルマノフ

### え
- ヴィタリー・エゴロフ
- ロルフ・エステルライヒ
- ガリーナ・エフレメンコ
- クリスティーネ・エラート
- トッド・エルドリッジ
- マリナ・エルツォワ
- エレク・アティッラ
- ヴァシリー・エレメンコ
- 閻涵
- エドゥアルト・エンゲルマン
- ヘレーネ・エンゲルマン

### お
- 及川史弘
- 老松一吉
- 王瑀晨
- 王月人
- 王晨 (フィギュアスケート選手)
- 太田由希奈
- 大西一美
- 大橋美和子
- 岡崎真
- 岡部由紀子
- 小川勝
- 小川れい子
- 萩原綾子
- コリーン・オコーナー
- ブライアン・オーサー
- 長田樹里
- ケイティー・オーシャー
- メーガン・オスター
- ヴァルダ・オズボーン
- ジャマル・オスマン
- ケイトリン・オズモンド
- 織田信成 (フィギュアスケート選手)
- 織田憲子
- フラビア・オッタビアーニ
- クルト・オッペルト
- 帯谷竜一
- オレグ・オフシアンニコフ
- クリスチーナ・オブラソワ
- ピーター・オペガード
- ユリア・オベルタス
- ライアン・オメラ
- リカルド・オラバリエタ
- オルゴニシュタ・オルガ
- 折原裕香
- テンリー・オルブライト
- 恩田美栄

## か行

### か
- 柏原由起子
- オットー・カイザー
- 垣内珀琉
- 鍵山正和
- 鍵山優真
- 郭政新
- 川畑和愛
- ジェニファー・カーク
- ウーベ・カゲルマン
- オクサナ・カザコワ
- ドミトリー・カザルリガ
- ゲンナジー・カスコフ
- フェリックス・カスパー
- スティーブン・カズンズ
- トリスタン・カズンズ
- ロビン・カズンズ
- 片伊勢武アミン
- 片山敏一
- フリッツ・カチラー
- マーク・カックレル
- アンナ・カッペリーニ
- 加藤雅子
- 加藤礼子
- ランディ・ガードナー
- 金沢由香
- オースティン・カナラカン
- 加納誠
- アーサー・カミング
- トゥーバ・カラデミル
- ジョン・カリー
- ルディ・ガリンド
- ヴァディム・カルカチェフ
- キティ・カルザース
- ピーター・カルザース
- ユリア・カルボフスカヤ
- ゲンナジー・カルポノソフ
- アラン・カルマ
- セシリア・カレッジ
- セルゲイ・カレフ
- 河合彩
- 川口悠子
- 川崎由紀子
- 河辺愛菜
- 関金林
- 神崎範之

### き
- 岸本一美
- 來田奈央
- 北村明子
- 木戸章之
- 紀平梨花
- 木原龍一
- アナスタシア・ギマゼトディノワ
- キム・ウナ
- キム・ジンソ
- 金彩華
- 金羅英
- キム・ヒョンジュン (フィギュアスケート選手)
- キム・ヘミン
- キム・ミヌ
- キム・ミンソク
- キム・ヨナ
- キム・ヨンスク
- スティーブン・キャリエール
- フランク・キャロル
- ペルネル・キャロン
- フィリップ・キャンデロロ
- 許斌姝
- キラーイ・エデ
- マリカ・キリウス
- マリナ・キールマン
- 金博洋

### く
- ナム・グエン
- 櫛田育良
- ミハイル・クズネツォフ
- ジェレッド・グズマン
- ヴァネッサ・グスメロリ
- アルテム・クニャゼフ
- ウェンディ・グライナー
- エカテリーナ・クラコワ
- クセニア・クラシルニコワ
- ゲンナジー・クラスニツキー
- アレクサンドル・グラチェフ
- ヴィクター・クラーツ
- トーラー・クランストン
- シルヴィア・グランディアン
- ミシェル・グランディアン
- アンドレイ・グリアゼフ
- エレーナ・クリカノワ
- スヴェトラーナ・クリコワ
- パーシャ・グリシュク
- レゲーツィ・クリスチナ
- クラウディア・クリストフィクス＝ビンダー
- イリヤ・クーリック
- イリヤ・クリムキン
- マリナ・クリモワ
- アンジェリカ・クリロワ
- セルゲイ・グリンコフ
- ドロシー・グリーンハウ＝スミス
- アンドレイ・クルコフ (フィギュアスケート選手)
- エレーナ・グルシナ
- ギリス・グラフストローム
- メリッサ・グレゴリー
- ヘニング・グレナンダー
- エレーナ・グレボワ
- ジェームズ・グローガン
- アンドレアス・クログ
- マーゴット・グロクシュバー
- マヌエラ・グロス
- エヴェリン・グロスマン
- ヴァネッサ・クローン
- トニア・クワイトコウスキー
- ミシェル・クワン

### け
- シニード・ケアー
- ジョン・ケアー
- 邢珈寧
- マシュー・ゲイツ
- エカテリーナ・ゲイニシュ
- コルネル・ゲオルゲ
- ケーケシ・アンドレア
- エレーネ・ゲデヴァニシヴィリ
- アレクサンダー・ケーニッヒ
- キャロル・ケネディ
- ピーター・ケネディ
- ティモシー・ゲーブル
- ナンシー・ケリガン
- ハンス・ゲルシュビラー
- ロミー・ケルマー

### こ
- 呉家亮
- デニス・コイ
- 小岩井久美子
- 黄欣彤
- 高崧
- ラトカ・コヴァジーコヴァー
- アンバー・コーウィン
- サーシャ・コーエン
- タチアナ・ココレワ
- カロリーナ・コストナー
- ロマン・コストマロフ
- マリアナ・コズロワ
- ジョルジュ・ゴーチ
- エゴール・コチェーエフ
- 小塚崇彦
- 小塚嗣彦
- ペトリ・コッコ
- シモーネ・コッホ
- 小林幸子 (フィギュアスケート選手)
- 小林宏一
- クリスチーナ・コバラゼ
- ウラジミール・コバリョフ
- マキシム・コフトゥン
- キャサリン・コペリー
- 小松原美里
- 小山朋昭
- セバスチアン・コラシンスキー
- ニコラス・コール
- アレクサンドル・ゴルシコフ
- アナスタシア・ゴルシュコワ
- クリスチーナ・ゴルシュコワ
- エカテリーナ・ゴルデーワ
- グレイシー・ゴールド
- キーラ・コルピ
- ティム・コレト
- アレクサンドル・ゴレリク
- ユリア・ゴロヴィナ
- エゴール・ゴロフキン
- アントン・コワレフスキー
- ルスラン・ゴンチャロフ
- サラ・コンティ
- 近藤琢哉

## さ行

### さ
- ゴーシャ・サー
- エドガー・サイアーズ
- マッジ・サイアーズ
- アンディー・サイツ
- アレクサンドル・ザイツェフ (フィギュアスケート選手)
- 斎藤直人 (フィギュアスケート選手)
- ガブリエル・ザイフェルト
- ヘルムート・ザイブト
- ヴァレリー・サウレー
- マガリ・サウリ
- 坂頂達也
- 坂頂みなみ
- 坂本花織
- ヴィアチェスラフ・ザゴロドニュク
- 佐々木彰生
- 佐々木亮輔
- クリスティ・サージアント
- 佐藤久美子
- 佐藤駿 (フィギュアスケート選手)
- 佐藤信夫
- 佐藤紀子 (フィギュアスケート選手)
- 佐藤操
- 佐藤有香
- アンナ・ザドロズニュク
- 佐野裕見
- 佐野稔
- スタニスラフ・ザハロフ
- アリオナ・サフチェンコ
- セルゲイ・サフノフスキー
- ヘルマ・サボー
- マシュー・サボイ
- マキシム・ザボジン
- ヨゼフ・サボフチク
- エミリー・サミュエルソン
- ミリアン・サムソン
- ロザリン・サムナーズ
- エレイン・ザヤック
- サライ・シャーンドル
- ウルリッヒ・サルコウ
- ジェイミー・サレー
- アレクサンドラ・ザレツキー
- ロマン・ザレツキー
- 澤田亜紀
- 澤山璃奈
- イエスタ・サンダール
- デヴィッド・サンティ
- エマニュエル・サンデュ
- トッド・サンド
- マッテオ・ザンニ

### し
- 椎名千里
- ナタリア・シェスタコワ
- ロン・シェーバー
- カール・シェーファー
- タニヤ・シェフチェンコ
- シェベシュチェーン・ユーリア
- ヴァネッサ・ジェームス
- オットー・ジェリネク
- マリア・ジェリネク
- エカテリーナ・シェレメティエワ
- キャロル・ヘイス・ジェンキンス
- デヴィッド・ジェンキンス (フィギュアスケート選手)
- ヘイス・アラン・ジェンキンス
- オリヴィエ・シェーンフェルダー
- 重松直樹
- エフゲーニヤ・シシコワ
- アリッサ・シズニー
- 柴田嶺
- 柴山歩
- アントン・シハルリドゼ
- ヴァレリア・シマコワ
- ジョン・ジマーマン
- 島田高志郎
- 島田麻央
- ジャン＝クリストフ・シモン
- アレクサンドル・シャカロフ
- ドナルド・ジャクソン
- スタニック・ジャネット
- マキシム・シャバリン
- ユリア・シャピロ
- ヘンリー・グラハム・シャープ
- セルゲイ・シャフライ
- シャライ・アンドラーシュ
- オルガ・シャルテンコ
- イヴ・シャロム
- キャロライン・ジャン
- ジョゼ・シュイナール
- ヴォルフガング・シュヴァルツ
- ペギー・シュヴァルツ
- エリザベート・シュバルツ
- ミリアム・シュタイネル
- ドロタ・シュデク
- マリウス・シュデク
- インゴ・シュトイアー
- マンフレート・シュネルドルファー
- ベアトリクス・シューバ
- アレクサンドル・シュービン
- ブライアン・ジュベール
- ノルベルト・シュラム
- アドリアン・シュルタイス
- 徐健焜
- 徐銘
- 庄司理紗
- ヴィンセント・ジョウ
- ジェシカ・ジョセフ
- リリー・ショルツ
- コートニー・ジョーンズ
- ジェームズ・ヘンリー・ジョンソン
- ゾーイ・ジョーンズ
- フィリス・ジョンソン
- リン＝ホリー・ジョンソン
- ヴィクトリア・シリアホワ
- ジェイミー・シルバースタイン
- アラン・ジレッティ
- 城田憲子
- 申芮智
- シン・イェジ
- シン・ジア
- 申雪
- 申娜姫

### す
- 水津瑠美
- エフゲニー・スヴィリドフ
- エカテリーナ・スヴィリナ
- マリナ・ズエワ
- マッシモ・スカリ
- 杉田秀男
- 村主千香
- 村主章枝
- クリスティン・ズコウスキー
- ティファニー・スコット
- バーバラ・アン・スコット
- ロマン・スコルニアコフ
- 鈴木明子
- 鈴木誠一 (フィギュアスケート選手)
- 鈴木弘幸
- 鈴木潤

- デイヴィダス・スタグニウナス
- マキシム・スタビスキー
- ミハイル・スチフーニン
- マルティン・スティクスルート
- フィリップ・スティラー
- エリザベータ・ステコルニコワ
- ディアナ・ステラート
- アリキ・ステルギアドゥ
- エルビス・ストイコ
- 須藤澄玲
- 周藤集
- チャールズ・スネーリング
- ドミトリー・スハノフ
- 住吉りをん
- アレクサンドル・スミルノフ
- アントン・スミルノフ
- リュドミラ・スミルノワ
- アンドレイ・スライキン
- セルゲイ・スラフノフ
- マイケル・スリプチュク
- アレクサンドル・ズーリン
- イリーナ・スルツカヤ
- ゲンリフ・スレテンスキー
- ジェロード・スワロー

### せ
- 瀬尾妙実
- ロベルト・ファン・ゼーベレック
- アンナ・セメノビッチ
- アルカジー・セルゲーエフ
- ラリサ・セレズネワ
- ロマン・セロフ
- 全曄

### そ
- 曹憲明
- 宋倫
- アレクセイ・ソコロフ
- エレーナ・ソコロワ
- マリア・ソツコワ
- アデリナ・ソトニコワ
- 曾根美樹
- ウラジスラフ・ゾフニルスキー
- 染矢慎二
- ロビン・ゾルコーヴィ
- ユリア・ソルダトワ
- ソラーシュ・ラースロー
- ドミトリー・ソロビエフ
- ショーン・ソーヤー

## た行

### た
- 高橋香奈子
- 高橋忠之
- 髙橋大輔 (フィギュアスケート選手)
- 高橋成美
- 高山睦美
- 滝野薫
- 滝野賢治
- 竹内洋輔
- 武田奈也
- 田中刑事
- 田中衆史
- 田中総司 (フィギュアスケート選手)
- 田中智子
- セルゲイ・ダヴィドフ (フィギュアスケート選手)
- エカテリーナ・ダビドワ
- フランセス・ダフォ
- 田村岳斗
- タチアナ・タラソワ
- アルテム・ダレンスキー
- ジェイソン・ダンジェン
- エメリッヒ・ダンツァー
- ヴォルフガング・ダンネ
- フレデリック・ダンビエ

### ち
- 崔智恩
- セルゲイ・チェトベルヒン
- マリナ・チェルカソワ
- ピーター・チェルニシェフ
- エフゲーニヤ・チェルニシェワ
- カレン・チェン
- アレクサンドル・チチコフ
- ゲオルゲ・チッパー
- 千葉百音
- ヴォーン・チピアー
- ガリト・チャイト
- マイケル・チャック
- パトリック・チャン
- アンドレイ・チュヴィラエフ
- タチヤナ・ジュク
- タチアナ・チュバエワ
- チョ・ヘリョム
- 張維娜
- 張嘉軒
- 趙宏博
- 張樹斌
- 張丹
- 張民
- 丁楊
- 張昊
- ティファニー・チン
- 陳露

### つ
- ウラジミール・ツヴェトコフ
- 月岡芳子
- 都築章一郎
- 都築奈加子
- 壷井達也

### て
- 鄭汛
- スコット・デイヴィス (フィギュアスケート選手)
- マシュー・デイヴィス
- メリル・デイヴィス
- ブライス・デイヴィソン
- ショーケ・ディクストラ
- ウォーリス・ディーステルマイヤー
- チャールズ・ティックナー
- キャンディス・ディディエ
- グウェンドリン・ディディエ
- アネッテ・ディトルト
- イワン・ディネフ
- カロル・ディビン
- アレクセイ・ティホノフ
- スタニスラフ・ティムチェンコ
- ダリア・ティモシェンコ
- ケイティ・テイラー
- メーガン・テイラー
- タシーロ・ティールバッハ
- クリストファー・ディーン
- 手塚満子
- サミュエル・テトロー
- ドレーン・デニー
- ジェイソン・デノミー
- ヤン・テファ
- メーガン・デュハメル
- イザベル・デュシュネー
- ポール・デュシュネー
- マリー＝フランス・デュブレイユ
- ジェシカ・デュベ
- ローレンス・デミー
- フィリップ・デュレボーン
- デリック・デルモア
- デニス・テン
- アルベナ・デンコヴァ

### と
- エリザベータ・トゥクタミシェワ
- エリザベート・トゥルシンバエワ
- 佟健
- 東郷球子
- ダイアン・トウラー
- イリヤ・トカチェンコ
- イリーナ・トカチュク
- アントン・トカレフ
- 徳江京子
- トート・ゾルターン
- タチアナ・トトミアニナ
- ジェーン・トービル
- セルゲイ・ドブリン
- デヴィ・トーマス
- ポール・トマス
- アルトゥール・ドミトリエフ
- ドミトリー・ドミトレンコ
- オクサナ・ドムニナ
- 友野一希
- マーヴィン・トラン
- マキシム・トランコフ
- 鳥居拓史
- アリサ・ドレイ
- ジル・トレナリー
- ペル・トーレン
- デレク・トレント
- クセニア・ドロニナ
- マルガリータ・ドロビアツコ
- イザベル・ドロベル
- ジェニファー・ドン
- リチャード・ドーンブッシュ

## な行

### な
- ドナルド・ナイト
- ドミトリー・ナウムキン
- ヴァディム・ナウモフ
- ガウハー・ナウリゾワ
- 中井亜美
- 長久保裕
- 長沢琴枝
- 長洲未来
- 中田誠人
- 中田璃士
- 中庭健介
- 中野友加里
- 長光歌子
- 中村俊介
- ナジ・マリアンナ
- ナジ・ラースロー
- ジョン・ナス
- タチアナ・ナフカ
- ナオミ・ナリ・ナム
- 南里康晴

### に
- アンジェラ・ニコディノフ
- スヴェトラーナ・ニコラエワ
- ローリー・ニコル
- 西上順三
- 西山真瑚
- 新田谷凜
- 西野友毬
- ジェニファー・ニックス
- ジョン・ニックス
- 任重非
- 任俊霏
- フランツ・ニンゲル

### ぬ
- エミリー・ヌッシーア

### ね
- オンドレイ・ネペラ
- リュドミラ・ネリディナ

### の
- シルヴィア・ノヴァク
- レネ・ノヴォトニー
- ヴィタリー・ノビコフ
- セルゲイ・ノビツキー
- ホフマン・ノーラ
- スベア・ノーレン

## は行

### は
- 馬暁東
- エルンスト・バイアー
- オクサナ・バイウル
- レギーネ・ハイツァー
- イナ・バウアー
- パヴク・ヴィクトーリア
- イルゼ・パウージン
- エーリヒ・パウージン
- エバ・パブリック
- アクセル・パウルゼン
- 朴小宴
- パク・ビンナ
- ベラ・バザロワ
- イゴール・パシケビッチ
- シャーウィン・バジャー
- 長谷川次男
- カトリーナ・ハッカー
- トーニャ・ハーディング
- エリザベス・パットナム
- スティーブ・ハートセル
- ダニエル・ハートセル
- チャールズ・バトラー
- デヴィン・パトリック
- ジェフリー・バトル
- ディック・バトン
- 羽生結弦
- ニコライ・パニン
- タイ・バビロニア
- キーファー・ハベル
- マディソン・ハベル
- リュドミラ・パホモワ
- 濱田美栄
- ドロシー・ハミル
- スコット・ハミルトン (フィギュアスケート選手)
- 林一会
- セルゲイ・バラノフ
- ドミトリー・パラマルチュク
- ダニイル・バランツェフ
- エレーナ・ハリアヴィナ
- ペトル・ハルチェンコ
- マリナ・ハルトゥリナ
- ペトル・バルナ
- ハン・ジョンイン
- ハン・ジョンチョル
- ローラ・ハンディー
- ジョナソン・ハント
- ジェイ・ハンフリー

### ひ
- ジャクリーヌ・デュ・ビエフ
- 樋口豊 (フィギュアスケート選手)
- 樋口新葉
- カミラ・ピストレッロ
- ポール・ビネボーズ
- グスタフ・ヒューゲル
- エミリー・ヒューズ
- クリッシー・ヒューズ
- サラ・ヒューズ
- アンナ・ヒュブラー
- 平岡露子
- 平松純子
- エリオット・ヒルトン
- デニス・ビールマン
- エレーナ・ピンガチェワ
- マリベル・ビンソン

### ふ
- フェデリカ・ファイエラ
- ピーター・ファーストブルック
- カルロ・ファッシ
- アレクサンドル・ファデーエフ
- シンシア・ファヌフ
- パウル・ファルク
- リア・ファルク
- リナート・ファルクットディノフ
- デニス・ファン
- マイケル・フィリップス
- グジェゴシュ・フィリポフスキ
- ヴィクトール・ファイファー
- ジャン＝セバスチャン・フェクトー
- ウラジミール・フェドロフ
- フェルトファーリ・ティボル
- ハビエル・フェルナンデス
- ベン・フェレイラ
- ブランドン・フォーサイス
- バーナード・フォード
- シルビア・フォンタナ
- スヴェトラーナ・ブカレワ
- アンドレイ・ブキン
- 福原美和
- バーバラ・フーザル＝ポリ
- 藤井辰哉
- 藤澤亮子
- 藤森美恵子
- アンドレイ・ブシュコフ
- ヴィタリー・ブチコフ
- アンゲリーカ・ブック
- エーリヒ・ブック
- ギルベルト・フックス
- ガンディ・ブッシュ
- マリア・ブッテルスカヤ
- フランシス・ブードロー＝オデ
- ジョーダン・ブラウニンガー
- カート・ブラウニング
- イザベル・ブラスール
- リンダ・フラチアニ
- ジェームス・ブラック (フィギュアスケート選手)
- レイチェル・フラット
- ライアン・ブラッドレイ
- アナスタシア・プラトノワ
- エフゲニー・プラトフ
- エフゲニー・プリウタ
- セバスチャン・ブリテン
- アンドレ・ブリュネ
- ピエール・ブリュネ
- ミシェル・ブリュネ
- アレクシア・ブリン
- イングバル・ブリン
- ペトラ・ブルカ
- ハインリヒ・ブルガー
- フリーツィ・ブルガー
- ファビアン・ブルザ
- アリーナ・フルザーノワ
- エフゲニー・プルシェンコ
- ビビ＝アンネ・フルテン
- メリタ・ブルナー
- ロックニ・ブルーベイカー
- アルバン・プレオベール
- ミハル・ブレジナ
- カレン・プレストン
- ルードビヒ・ブレーデ
- ペギー・フレミング
- カトリン・フロイデルスペルガー
- オレグ・プロトポポフ
- エリザベス・プンサラン
- クレイグ・ブンタン

### へ
- コディ・ヘイ
- ジェシカ・ローズ・ペイシュ
- エヴァン・ベイツ
- ジョン・ヘイマー
- ジャスティン・ペカレック
- イドラ・ヘーゲル
- ナタリー・ペシャラ
- サビーネ・ベース
- ナタリア・ベステミアノワ
- コンスタンチン・ベズマテルニフ
- グウェンダル・ペーゼラ
- エレーナ・ベチケ
- デニス・ペチュホフ
- ウィリー・ベックル
- アネット・ペッチ
- マンディ・ベッツェル
- ヴィクトール・ペトレンコ
- ウラジミール・ペトレンコ
- デニス・ペトロフ
- グリゴリー・ペトロフスキー
- マリア・ペトロワ
- ソニア・ヘニー
- パーカー・ペニングトン
- ジェニー・ベヘマー
- ウーベ・ベーベルスドルフ
- パトリック・ペラ
- アルフレート・ベルガー
- ヴィクトリア・ヘルゲソン
- ヴェロニカ・ペルシナ
- エレーナ・ベレズナヤ
- リュドミラ・ベルソワ
- エルンスト・ヘルツ
- デヴィッド・ペルティエ
- ステファン・ベルナディス
- トマシュ・ベルネル
- マキシ・ヘルバー
- セルゲイ・ベルビーロ
- タニス・ベルビン
- アニー・ベルマール
- クリストファー・ベルントソン
- ヴラディーミル・ベロモイン
- ステイシー・ペンスゲン
- カーリン・ヘンチュケ

### ほ
- スザンナ・ポイキオ
- オレグ・ボイコ
- ブライアン・ボイタノ
- ハンス＝ユルゲン・ボイムラー
- 龐清
- 方丹
- クリストファー・ボウマン
- レスリー・ホーカー
- シドニー・ボーゲル
- アンナ・ポゴリラヤ
- アンドリュー・ポジェ
- 細田采花
- ブライアン・ポッカー
- ノリス・ボーデン
- オクサナ・ポトディコワ
- エレーナ・ボドレゾワ
- スルヤ・ボナリー
- ピエール・ボーニエ
- セルゲイ・ポノマレンコ
- ナタリア・ポノマレワ
- マックス・ボハチュ
- ヤン・ホフマン
- ニコール・ボベック
- アレクサンドル・ポポフ (フィギュアスケート選手)
- イゴール・ボブリン
- エカテリーナ・ボブロワ
- ヤナ・ホフロワ
- ロバート・ポール
- セルゲイ・ボルコフ
- ジェフリー・ホール＝セイ
- ヴィクトリア・ボルゼンコワ
- ビクトリア・ボルチコワ
- トーマス・ポールソン
- ジョン・ボルドウィン
- タチアナ・ボロソジャル
- アルチョム・ボロドゥリン
- セルゲイ・ボロノフ
- イリーナ・ボロビエワ
- チャーリー・ホワイト
- ポール・ポワリエ
- シェイ＝リーン・ボーン
- 本郷理華
- ヤニック・ポンセロ
- 本田紗来
- 本田武史
- 本田真凜
- 本田望結

## ま行

### ま
- ジューン・マーカム
- アーミン・マーバヌーザデー
- 馬曉晴（マー・ヒウチン）
- サラ・マイアー
- キミー・マイズナー
- ロス・マイナー
- マヌエラ・マガー
- オレグ・マカロフ
- ヴィクトリア・マキシウタ
- アンドレイ・マキシミーシン
- デヴィッド・マギリヴレイ
- アンジェラ・マクスウェル
- フルール・マクスウェル
- アン・パトリス・マクドノー
- ドナルド・マクファーソン
- マイケル・マクファーソン
- カレン・マグヌセン
- キオーナ・マクラフリン
- ハナ・マシュコヴァー
- モーガン・マシューズ
- 松生理乃
- 町田樹
- ジェナ・マッコーケル
- ロバート・マッコール
- 松下未瑠紅
- 松田悠良
- 松村充
- リディア・マノン
- ガンスフ・マラルエレデン
- タチアナ・マリニナ
- マキシム・マリニン
- マウリツィオ・マルガリオ
- アレクサンドル・マルクンツォフ
- ヴァレンティーナ・マルケイ
- ヴァレリー・マルコー
- アルセニー・マルコフ
- オルガ・マルコワ (フィギュアスケート選手)
- ポール・マルティーニ
- エリザベス・マンリー

### み
- ドリュー・ミーキンス
- ナタリヤ・ミシュクテノク
- アレクセイ・ミーシン
- 三浦佳生
- 三浦璃来
- 水谷太洋
- アンドレイ・ミネンコフ
- ナタリア・ミハイロワ
- 三原舞依
- 宮川恵子
- 三宅星南
- 宮原知子
- 宮本賢二
- エセル・ミューケルト
- ミルコ・ミュラー
- ジェシカ・ミラー
- マリエル・ミラー
- ジェームズ・ミルンズ
- エリック・ミロー
- ルチアーノ・ミーロ

### む
- マリア・ムホルトワ
- 無良隆志
- 無良崇人
- 村上大介
- 村上佳菜子
- 村上遥奈
- 村田光弘
- 村元哉中
- 村元小月
- ブランドン・ムロズ

### め
- クリストファー・メイビー
- カール・メストリク
- エフゲニア・メドベージェワ
- ジェニー・メノー
- ニコライ・メモラ
- イローナ・メルニチェンコ
- コンスタンティン・メンショフ

### も
- スコット・モイア
- イリーナ・モイセーワ
- ケンドラ・モイル
- タマラ・モスクビナ
- ソフィー・モニオット
- イアン・モラム
- 森望
- 森口澄士
- 森田真沙也
- 森本涼雅
- スザンヌ・モロー
- スタニスラフ・モロゾフ
- ニコライ・モロゾフ
- マリア・モンコ

## や行

### や
- 八木沼純子
- アレクセイ・ヤグディン
- ウォルター・ヤコブソン
- ルドビカ・ヤコブソン
- 矢野美智子 (フィギュアスケート選手)
- クリスティー・ヤマグチ
- 山崎愛里彩
- 山下艶子
- 山田さくら
- 山田満知子
- 山本草太
- イゴール・ヤロシェンコ
- ライアン・ヤンキー

### ゆ
- 湯浅邦仁
- 結城幸枝
- 湯沢恵子
- 柚木心結
- レティシア・ユベール
- マグダ・ユーリン

### よ
- 姚濱
- 横谷花絵
- 吉岡希
- 吉田陽菜
- 吉田万里子 (フィギュアスケート選手)
- 吉田行宏 (フィギュアスケート選手)
- マシュー・ヨスト
- リカルト・ヨハンソン
- リナ・ヨハンソン
- チョン・ヨンヒョク

## ら行

### ら
- パスカル・ラヴァンシー
- エヴァン・ライサチェク
- クラウディア・ライストナー
- クラウディア・ラウシェンバッハ
- ユリア・ラウトワ
- クリスティアン・ラウフバウアー
- 欒波
- ユーリス・ラザグリアエフ
- エレーナ・ラジオノワ
- エディ・ラダ
- ミシュリーヌ・ラノア
- ルカ・ラノッテ
- スザンナ・ラハカモ
- ユーリ・ラリオノフ
- ヴェラ・ラルストン
- ナオミ・ラング
- アナベル・ラングロワ
- ステファン・ランビエール

### り
- 李運飛
- 李佳祺
- 李子君
- 李成江
- リ・ソンチョル
- エレーナ・リアシェンコ
- スヴェトラーナ・リアピナ
- エレーナ・リアブチュク
- イゴール・リソフスキー
- デイヴィット・リチャードソン
- ヴェルナー・リットベルガー
- アダム・リッポン
- キャシー・リード
- クリス・リード
- ウラジーミル・リトヴィンツェフ
- ナタリア・リニチュク
- タラ・リピンスキー
- ユリア・リプニツカヤ
- ペーター・リーベルス
- エカテリーナ・リャボワ
- ベアトリサ・リャン
- ミラ・リャン
- アンソニー・リュウ
- 劉艶
- クロンベルガー・リリー
- ジャネット・リン
- シュテファン・リンデマン

### る
- ルシンダ・ルー
- ギャレット・ルキャッシュ
- アンドレイ・ルータイ
- ナンシー・ルディントン
- ロナルド・ルディントン
- シャンタル・ルフェーブル
- ダグマル・ルルツ

### れ
- ケヴィン・レイノルズ (フィギュアスケート選手)
- アリョーナ・レオノワ
- エレーナ・レオノワ
- 梁懿（レオン・イー）
- ヴァンサン・レステンクール
- ラウラ・レピスト
- ディアンネ・デ・レーブ
- テミストクレス・レフテリス
- パーヴェル・レベデフ
- ギー・レベル
- ウラジミール・レルフ
- エルザ・レントシュミット

### ろ
- アーロン・ロウ
- レネー・ロカ
- ジョアニー・ロシェット
- クリステン・ロス
- レネ・ローゼ
- パトリス・ローゾン
- ロッテル・エミーリア
- イリーナ・ロドニナ
- イリーナ・ロバチェワ
- ロナルド・ロバートソン
- ジェニファー・ロビンソン
- ナタリア・ロマニウタ
- エレーナ・ロマノフスカヤ
- イリーナ・ロマノワ
- エヴァ・ロマノワ
- パーヴェル・ロマン
- ベアトリクス・ローラン
- バーバラ・ロールズ

## わ行

### わ
- マイケル・ワイス
- ポール・ワイリー
- 若松詩子
- アシュリー・ワグナー
- バーバラ・ワグナー
- オレグ・ワシリエフ
- アレクセイ・ワシレフスキー
- 渡部絵美
- 渡辺しのぶ
- 渡辺善次郎
- 渡辺心
- 渡辺倫果
- ジル・ワトソン
- エレーナ・ワロワ